# Ichnotropis
Ichnotropis é um género de répteis escamados pertencente à família Lacertidae.

## Espécies
- Ichnotropis bivittata
- Ichnotropis capensis
- Ichnotropis chapini
- Ichnotropis grandiceps
- Ichnotropis microlepidota
- Ichnotropis squamulosa
- Ichnotropis tanganicana